# Englefjæs
|  | Denne artikel er oprettet af botten PalnaBot ud fra en ekstern database. Den kan derfor have sproglige fejl eller mangler. Denne skabelon kan fjernes efter kontrol af indholdet. |

Englefjæs er en film instrueret af Torben Skjødt Jensen.

## Handling
En antologi med videoer af Torben Skjødt Jensen. Musikvideoerne er: »Alt er dit« (1987) med Miss B. Haven, »Alt er som det plejer« (1985) med Lars H.U.G. og »Time Goes By« (1988-89) med Lis Damm og Yoyo. »First Annual Anti Anti Fashion Video Performance« (1983-85) er et formeksperiment med udgangspunkt i reklame- og modeverdenen. »Englefjæs« (1983) er en novellevideo om en ung kvinde i krise.